# رقائق الخشب

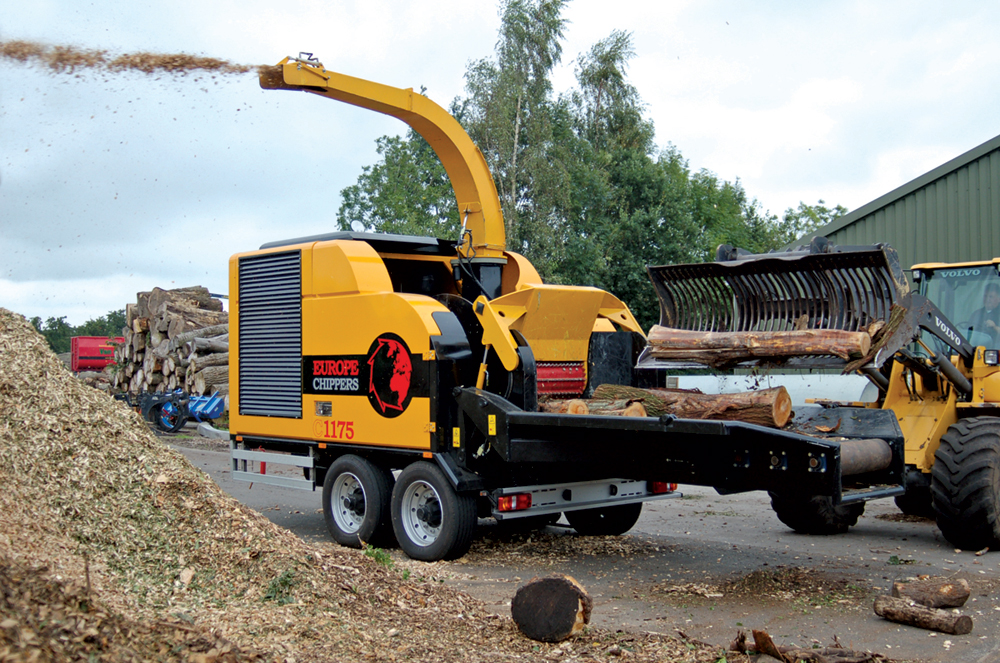
آلة جذ الخشب كبيرة (آلة الجذ اوربية موديل C1175). هذا النوع من آلات يستخدم لقطع شريحة كبيرة من قطع الخشب

رقائق الخشب (بالإنجليزية: Woodchips)‏ هي الوقود الصلب المصنوع من الكتلة الحيوية الخشبية. تجتف حسب المصدر وفقا للمادة الكيميائية المختلفة والخواص الميكانيكية للكتلة الحيوية، وتستخدم جذوع الخشب غالبا مقشر ورقائق اللحاء ورقائق الخشب المعالجة في عمليات مختلفة.